# Pijaństwo (satyra)
Pijaństwo – satyra napisana autorstwa Ignacego Krasickiego. Utwór stanowi szóstą część zbioru satyr, opracowywanego w latach 1778–1779 i opublikowanego 1 września 1779. Zbiór ukazał się pt. Satyry. Za przywilejem. W Warszawie 1779, nazywany jest tradycyjnie Satyr częścią pierwszą.
Jest stworzona w formie dialogu dwóch szlachciców, jednego typowego sarmaty, drugiego – oświeconego człowieka. Opowiada ona o problemach społeczeństwa polskiego w XVIII wieku, tu pijaństwa. Jest krytyką zgubnego nałogu alkoholizmu. Nawołuje do wstrzemięźliwości i powstrzymania się od picia trunków w celu zachowania „trzeźwego umysłu”.
Część wersów utworu (w. 39–46) jest bardzo podobna do satyry Description d’un repas ridcule... autorstwa Nicolasa Boileau.